# 工会大厦

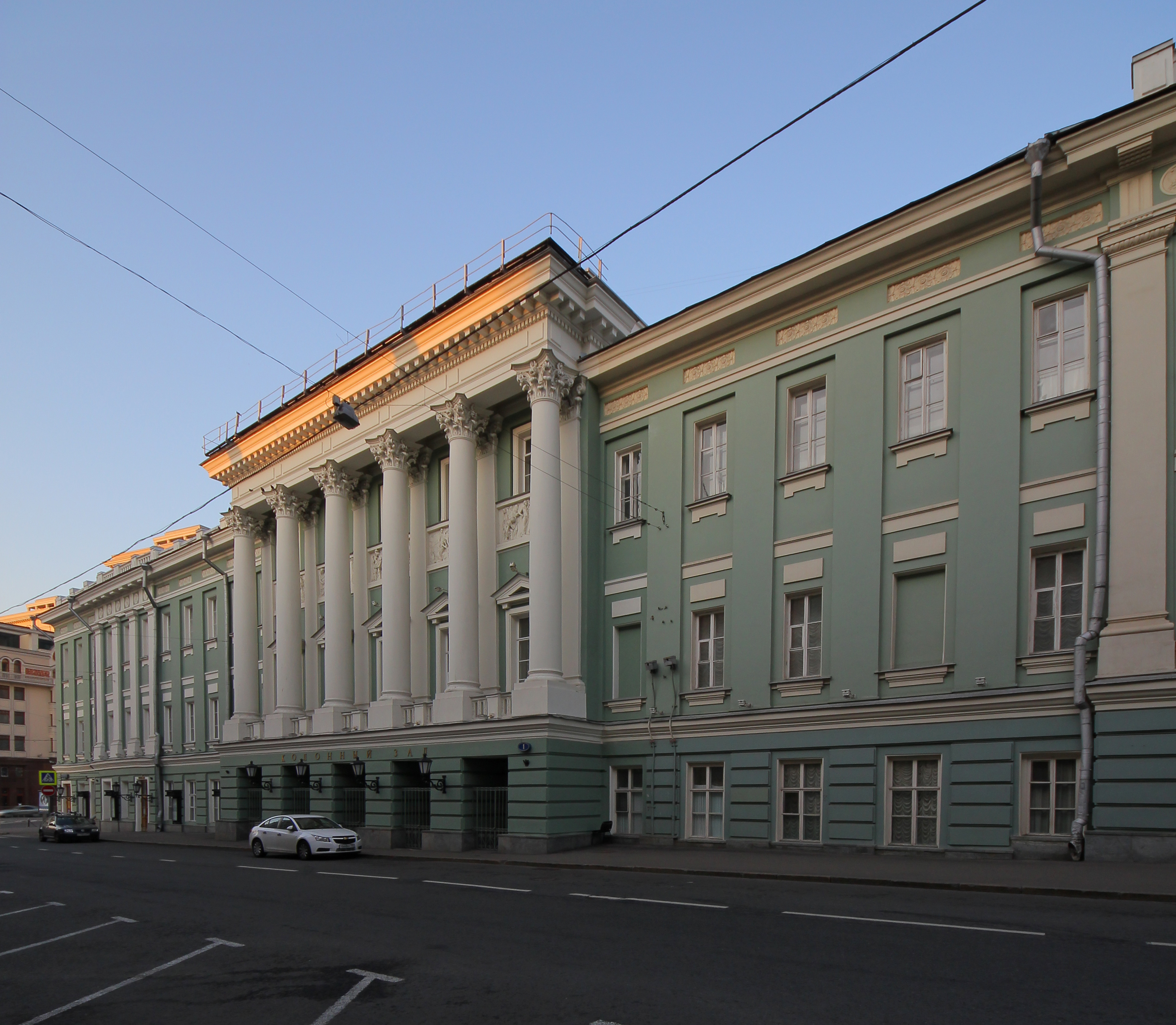
工会大厦

工会大厦（俄语：Дом союзов），又称联盟宫，是一座位于俄罗斯莫斯科的历史建筑。坐落于大季米諾夫卡街和猎人商行街的交叉口。

## 厅舍
- 圆柱厅
- 十月厅
- 一号厅
- 二号厅[1]

## 历史
十月革命之后，该建筑物因被莫斯科工会理事会用来办公而得名。 
苏联成立后也被用于苏共党代会的召开以及领导人或者高级官员的葬礼。从列宁和斯大林起，其后领导人如列昂尼德·勃列日涅夫、尤里·安德罗波夫和康斯坦丁·契尔年科的遗体在送去莫斯科紅場安葬前都曾在联盟宫的圆柱厅被供放瞻仰。
此外1931年孟什维克审判和1936年第一次莫斯科审判也在此举行。